# Alejandra Krauss
Gabriela Alejandra Ingeborg Krauss Valle (Santiago del Cile, 29 dicembre 1956) è una politica e avvocata cilena, membro del Partito Democratico Cristiano del Cile. È stata ministro della pianificazione e della cooperazione (2000-2002) nel governo del presidente Ricardo Lagos e ministro del lavoro e della previdenza sociale (2016-2018) nel secondo governo di Michelle Bachelet.

## Biografia
Nata a Santiago del Cile il 29 dicembre 1956, è figlia di Enrique Krauss, parlamentare ed ex ministro, e di Gabriela Valle. Ha studiato diritto all'Università del Cile, dove si è laureata nel 1982. Dopo la laurea, si è dedicata all'esercizio privato di avvocata. Ha lavorato come consulente per l'Ordine degli Avvocati e ha seguito corsi di giurisprudenza presso l'Università Diego Portales, l'Università del Cile e l'Università San Sebastián.

## Carriera politica
È entrata nel Partito Democratico Cristiano del Cile ancora adolescente.
Nel 2000 viene nominata ministra della pianificazione e della cooperazione da Ricardo Lagos, carica alla quale è rimasta fino al 2002.
Alle elezioni comunali del 2004 si candida come consigliera comunale per La Florida, risultando eletta. Nel 2008 si presenta  invece come candidata sindaca dello stesso comune, non venendo eletta.
Nel novembre 2016 è stata nominata presidente del consiglio di amministrazione della zona franca di Iquique (Zofri), ma ha ricoperto questa carica solo per pochi giorni, poiché il 18 di quel mese è stata nominata ministro del lavoro dallallora presidente  Michelle Bachelet, in sostituzione di Ximena Rincón.  Ha ricoperto la carica di governo fino alla fine dell'amministrazione l'11 marzo 2018. 
Il 25 gennaio 2023 è stata nominata dal Senato come uno dei membri della Commissione di esperti  incaricata di redigere un progetto preliminare del testo costituzionale che sarà discusso dal Consiglio costituzionale.

## Vita privata
È cristiana cattolica praticante. Nel marzo 1981 ha sposato l'avvocato Andrés Donoso Saint, figlio dell'ex ministro dell'edilizia e degli affari urbani, Andrés Donoso. Dal matrimonio nascono sette figli, sei maschi e una femmina.